# Église Saint-Vital de Saint-Vidal
L'église Saint-Vital est un édifice situé à Saint-Vidal, en France.

## Localisation
L'église est située sur le territoire de la commune de Saint-Vidal, dans le département  de la Haute-Loire, en région Auvergne-Rhône-Alpes.

## Description
La tradition voit, dans l'église de Saint-Vidal, la chapelle castrale. Église d'époque romane comportant une nef couverte par des voûtes d'arêtes paraissant dater du XIIIe siècle. La travée qui précède l'abside est surmontée d'une coupole à huit pans portée sur trompes. L'abside est semi-circulaire et décorée de trois arcatures reposant sur des colonnettes dont les chapiteaux grossièrement sculptés représentent des aigles déployés ou des griffons affrontés. À l'extérieur, l'abside présente trois pans sur chacun desquels s'ouvre une fenêtre avec archivolte reposant sur colonnettes cantonnées. L'archivolte de la fenêtre centrale est trilobée. Au-dessus de la coupole se remarque l'amorce d'un clocher carré, sans doute jamais achevé. Le campanile actuel surmonte le mur de face et est moderne, de même que le portail.

## Historique
L'église est classée au titre des monuments historiques par arrêté du 19 décembre 1907.